# SoundTrack Cologne
SoundTrack Cologne ist ein Kongress für Musik und Ton in Film, Games und Medien, der seit 2004 jährlich in Köln stattfindet. SoundTrack Cologne ist einerseits eine Filmveranstaltung aus musikalischer Perspektive. Sie richtet sich sowohl an Fachbesucher als auch an das film- und musikinteressierte Publikum. Andererseits spielt auch das Thema Musik in Videospielen eine zunehmende Rolle und spiegelt damit die gewachsene kulturelle und wirtschaftliche Bedeutung des Gamesbereichs.

## Veranstaltungen
SoundTrack Cologne besteht aus ca. 35 Einzelveranstaltungen im Kongress mit rund 70 Referenten und drei Schwerpunktbereichen:
- rechtlich-wirtschaftlich-technische Veranstaltungen
- kulturell-ästhetische Veranstaltungen
- Europäisches Hochschultreffen[3]

Zusätzlich bietet SoundTrack Cologne ein Publikumsfestival mit 25 bis 30 Veranstaltungen des Filmprogramms See the Sound. an, sowie Konzerte mit Film- und Videospielemusik.
Im Jahr 2020 wurde erstmals eine weitere Veranstaltung vom gleichen Team veranstaltet, die SoundTrack Zurich.

## Preise und Ehrungen
- SoundTrack_Cologne Ehrenpreis
- Peer Raben Music Award
- WDR Filmscore Award
- European Talent Award: Bestes Sounddesign
- See The Sound Music Documentary Award
- Preis für die Beste Deutsche Livemusik TV-Sendung

### Preisträger 2004
- Juhan Vihterpal (Estland) - New Sound in European Film, Kategorie Filmscore
- Tom Werner, Michael Schlappa & Ralf Herrmann (Deutschland) - New Sound in European Film, Kategorie Sounddesign

### Preisträger 2005
- Maria Ushenina (Russland) - New Sound in European Film, Kategorie Filmscore
- Christopher Wilson (Großbritannien) - New Sound in European Film, Kategorie Sounddesign
- Dimitri Dodoras (Deutschland) - Skoda SoundTrack Award für Studenten

### Preisträger 2006
- Paul van Vulpen (Niederlande) - New Sound in European Film, Kategorie Filmscore
- Matthias Heuser, Lief Thomas & Christiane Buchmann - New Sound in European Film, Kategorie Sounddesign[8]

### Preisträger 2007
- Alexander Reumers (Niederlande) – New Sound in European Film
- Ravian de Vries & Susanne Grünewald (Niederlande) – European Talent Award: Bestes Sounddesign

### Preisträger 2008
- Peter Thomas – SoundTrack_Cologne Ehrenpreis
- Joram Letwory (Niederlande) – New Sound in European Film
- Henning Knoepfel (Großbritannien) – European Talent Award: Bestes Sounddesign
- Antoni Łazarkiewicz „Die zweite Frau“ – Deutscher Fernsehmusikpreis

### Preisträger 2009
- Irmin Schmidt – SoundTrack_Cologne Ehrenpreis
- Felix Rösch (Deutschland) – New Sound in European Film
- Phillip Specht (Deutschland) – European Talent Award: Bestes Sounddesign
- Titas Petrikis (Litauen) – Peer Raben Music Award
- Biber Gullatz & Andreas Schäfer „Der verlorene Vater“ – Deutscher Fernsehmusikpreis

### Preisträger 2010
- Christian Bruhn – SoundTrack_Cologne Ehrenpreis
- Martin Batchelar (Großbritannien) – WDR Filmscore Award
- Jens Heuler & Dominik Campus (Deutschland) – European Talent Award: Beste Zusammenarbeit zwischen Komponist und Sounddesigner
- Jewgeni Birkhoff (Deutschland) – Peer Raben Music Award
- Deutscher Fernsehmusikpreis
  - Fabian Römer: „Tatort: Weil sie böse sind“ BESTE MUSIK für einen Fernsehfilm
  - Sven Rossenbach & Florian van Volxem: „Im Angesicht des Verbrechens“ BESTE MUSIK für einen Mehrteiler
  - Michael Kadelbach: Henners Traum – Das größte Tourismusprojekt Europas BESTE MUSIK für eine Dokumentation[9]

### Preisträger 2011
- Horst Peter Koll – SoundTrack_Cologne Ehrenpreis
- Olivier Militon (Frankreich) – WDR Filmscore Award
- Nathan Blais (Frankreich) – European Talent Award: Bestes Sounddesign
- Pablo Pico (Frankreich) – Peer Raben Music Award

### Preisträger 2012
- Michael Nyman – SoundTrack_Cologne Ehrenpreis
- John Chua (Singapur) – WDR Filmscore Award
- Sebastian Kübler (Deutschland) – European Talent Award: Bestes Sounddesign
- Enrica Sciandrone (Italien/Großbritannien) – Peer Raben Music Award

### Preisträger 2013
- Manfred Eicher – SoundTrack_Cologne Ehrenpreis
- Filip Šijanec (Slowenien) – WDR Filmscore Award
- Artur Khayrullin (Russland) – European Talent Award: Bestes Sounddesign
- Rosanna Zünd (Schweiz) – Peer Raben Music Award
- Kidd Life (Dänemark)[10] – See The Sound Music Documentary Award
- Laurence Owen (Großbritannien) – Früh Kölsch Publikumspreis für die beste Musik in einem Kurzfilm[11]

### Preisträger 2014
- Eberhard Schoener – SoundTrack_Cologne Ehrenpreis
- Marianna Liik (Estland) – WDR Filmscore Award
- Friso Hoekstra (Niederlande) – European Talent Award: Bestes Sounddesign
- Denise Barth (Deutschland) – Peer Raben Music Award
- Europe in 8 Bits (Spanien)[12] – See The Sound Music Documentary Award[13]

### Preisträger 2015
- Enjott Schneider – SoundTrack_Cologne Ehrenpreis
- Damian Scholl (Deutschland) – WDR Filmscore Award
- Armin Badde (Deutschland) – European Talent Award: Bestes Sounddesign
- Stanislav Makovsky (Russland) – Peer Raben Music Award
- The Case of the Three Sided Dream (USA) – See The Sound Music Documentary Award[14]

### Preisträger 2016
- Cliff Martinez – SoundTrack_Cologne Ehrenpreis
- Daniel Herget (Deutschland) – WDR Filmscore Award
- Jérémy Bocquet (Frankreich) – European Talent Award: Bestes Sounddesign
- Filip Sijanec (Slowenien) – Peer Raben Music Award
- I Go Back Home – Jimmy Scott – See The Sound Music Documentary Award
- zdf@bauhaus – Preis für die Beste Deutsche Livemusik TV-Sendung[15]

### Preisträger 2017
- Bruce Broughton – SoundTrack_Cologne Ehrenpreis
- Thomas Chabalier (Frankreich) – WDR Filmscore Award
- Martin B. Janssen (Frankreich) – Peer Raben Music Award
- Liberation Day – See The Sound Music Documentary Award
- Berlin live – Preis für die Beste Deutsche Livemusik TV-Sendung[16]

### Preisträger 2018
- Craig Armstrong – SoundTrack_Cologne Ehrenpreis
- Ben Winkler (Deutschland) – WDR Filmscore Award
- Celia Ruiz Artacho (Spanien) – European Talent Award: Bestes Sounddesign
- Mateja Starič (Slowenien) – Peer Raben Music Award
- Silvana – See The Sound Music Documentary Award[17]

### Preisträger 2019
- Klaus Doldinger – SoundTrack_Cologne Ehrenpreis
- Leon Maximilian Brückner (Deutschland) – WDR Filmscore Award
- Paul Clímaco Müller Reyes (Deutschland) – European Talent Award: Bestes Sounddesign
- Mateo Ojeda (Kolumbien) – Peer Raben Music Award
- BNK48: Girls Don’t Cry – See The Sound Music Documentary Award[18]

### Preisträger 2020
- Don Davis – SoundTrack_Cologne Ehrenpreis
- Fabian Zeidler (Deutschland) – WDR Filmscore Award
- Sinan Varis (Deutschland) – European Talent Award: Bestes Sounddesign
- Alex Symcox (USA) – Peer Raben Music Award
- Everybody’s Everything – See The Sound Music Documentary Award[19]

### Preisträger 2021
- Rachel Portman – SoundTrack_Cologne Ehrenpreis
- Ludwig Peter Müller (Deutschland) – WDR Filmscore Award
- Maximilian Sattler  (Deutschland) – European Talent Award: Bestes Sounddesign
- Paulo Gallo – Peer Raben Music Award
- Shut up Sona – See The Sound Music Documentary Award[20]

### Preisträger 2022
- Walter Murch – Lifetime Achievement Award
- Lorenzo Gioelli (Deutschland) – WDR Filmscore Award
- Martina Cirillo (Deutschland) – European Talent Award: Bestes Sounddesign
- David Kamp (Deutschland) – Peer Raben Music Award
- Anonymous Club – See The Sound Music Documentary Award[21]

### Preisträger 2023
- Mychael Danna – Lifetime Achievement Award
- Johann Grillenbeck (Deutschland) – WDR Filmscore Award
- Pavel Sitnikov (Russland) – European Talent Award: Best Sounddesign
- Jan Willem de With (Deutschland/Niederlande) – Peer Raben Music Award
- And Still I Sing – See The Sound Music Documentary Award[22]

### Preisträger 2024
- Gustavo Alfredo Santaolalla - Lifetime Achievement Award
- Florian Simon Krefting (Deutschland) - WDR Filmscore Award
- Jenny Winter (Deutschland) - European Talent Award: Best Sounddesign
- Rozi Mákó & Mári Mákó (Niederlande) - Peer Raben Music Award
- Elis & Tom: It Had To Be You - See The Sound Music Documentary Award

## Veranstalter
- Veranstalter: TelevisorTroika GmbH[23]
- Geschäftsführer: Michael P. Aust
- Programmleitung Kongress: Michael P. Aust, Helge Borgarts, Anselm Kreuzer
- Programmleitung Filmprogramm: Michael P. Aust, Valentina Obando

## Belege
1. ↑  Ein Gipfeltreffen der Filmmusik: Eindrücke von der Soundtrack Cologne 6.0 | nmz - neue musikzeitung. Abgerufen am 6. November 2017.
2. ↑  Soundtrack Cologne Klappe die 12. - bonnFM. In: bonnFM. 31. August 2015 (bonn.fm [abgerufen am 6. November 2017]).
3. ↑  Gründungstreffen der European Education Alliance for Music and Sound in Media. Abgerufen am 10. Mai 2017.
4. ↑  See The Sound vereint Musik und Film. Archiviert vom Original (nicht mehr online verfügbar) am 5. Oktober 2017; abgerufen am 5. Oktober 2017.  Info: Der Archivlink wurde automatisch eingesetzt und noch nicht geprüft. Bitte prüfe Original- und Archivlink gemäß Anleitung und entferne dann diesen Hinweis.
5. ↑  Frank Hoyer: Stummfilm mit Livemusik: "Die Liebe der Jeanne Ney" in Köln - Stummfilm Magazin. Abgerufen am 6. November 2017 (deutsch).
6. ↑  Martin Boldt: Soundtrack Cologne: Der Ton gibt den Film an. In: Kölner Stadt-Anzeiger. (ksta.de [abgerufen am 6. November 2017]).
7. ↑  SoundTrack_Zurich 04 - September 29 - October 01, 2023. Abgerufen am 14. September 2023 (englisch).
8. ↑  Televisor Troika GmbH / Simeon Ostberg: SoundTrack_Cologne 18 - Archive. Abgerufen am 4. November 2021.
9. ↑  Zwei Preise – zwei Welten: Fernsehmusikpreise bei der SoundTrack_Cologne 7.0 | nmz - neue musikzeitung. Abgerufen am 2. November 2017.
10. ↑  http://kiddlifethemovie.com/the-film/
11. ↑  Die Preisträger der SoundTrack_Cologne 10. Abgerufen am 5. Oktober 2017.
12. ↑  http://europein8bits.com/
13. ↑  Die Gewinner der SoundTrack_Cologne 11. Abgerufen am 5. Oktober 2017.
14. ↑  SoundTrack_Cologne 12 - Die Preisträger. Abgerufen am 5. Oktober 2017.
15. ↑  SoundTrack_Cologne 13 - Die Preisträger. Abgerufen am 5. Oktober 2017.
16. ↑  SoundTrack_Cologne 15: Award Ceremony - Winners. Abgerufen am 5. Oktober 2017.
17. ↑  SoundTrack_Cologne 15 – Award Ceremony – Winners. In: SoundTrackFest. (soundtrackfest.com [abgerufen am 12. September 2018]).
18. ↑  SoundTrack_Cologne 16 – Award Ceremony – Winners. In: SoundTrackFest. (soundtrackfest.com [abgerufen am 19. Juni 2020]).
19. ↑  SoundTrack_Cologne 17 – Award Ceremony – Winners. (soundtrackfest.com).
20. ↑  SoundTrack_Cologne 18 – Award Ceremony – Winners. (soundtrackcologne.de).
21. ↑  SoundTrack_Cologne 19 – Award Ceremony – Winners. (soundtrackcologne.de).
22. ↑  SoundTrack_Cologne 20 – Award Ceremony – Winners. In: (soundtrackcologne.de).
23. ↑  SoundtrackCologne - Televisor Troika GmbH. Abgerufen am 6. November 2017.